# Pacific International Lines
Pacific International Lines est une entreprise de transport maritime constituée à Singapour le 16 mars 1967. Elle a été fondée par l'entrepreneur singapourien Chang Yun Chung (en), qui était le plus vieux milliardaire du monde jusqu'à sa mort à 102 ans en septembre 2020.
Avec un flotte de 84 porte-conteneurs et une capacité de 268 456 EVP au 1er aout 2021, PIL est le douzième armement de porte-conteneurs avec (1,1 % de parts de marché).

## Histoire

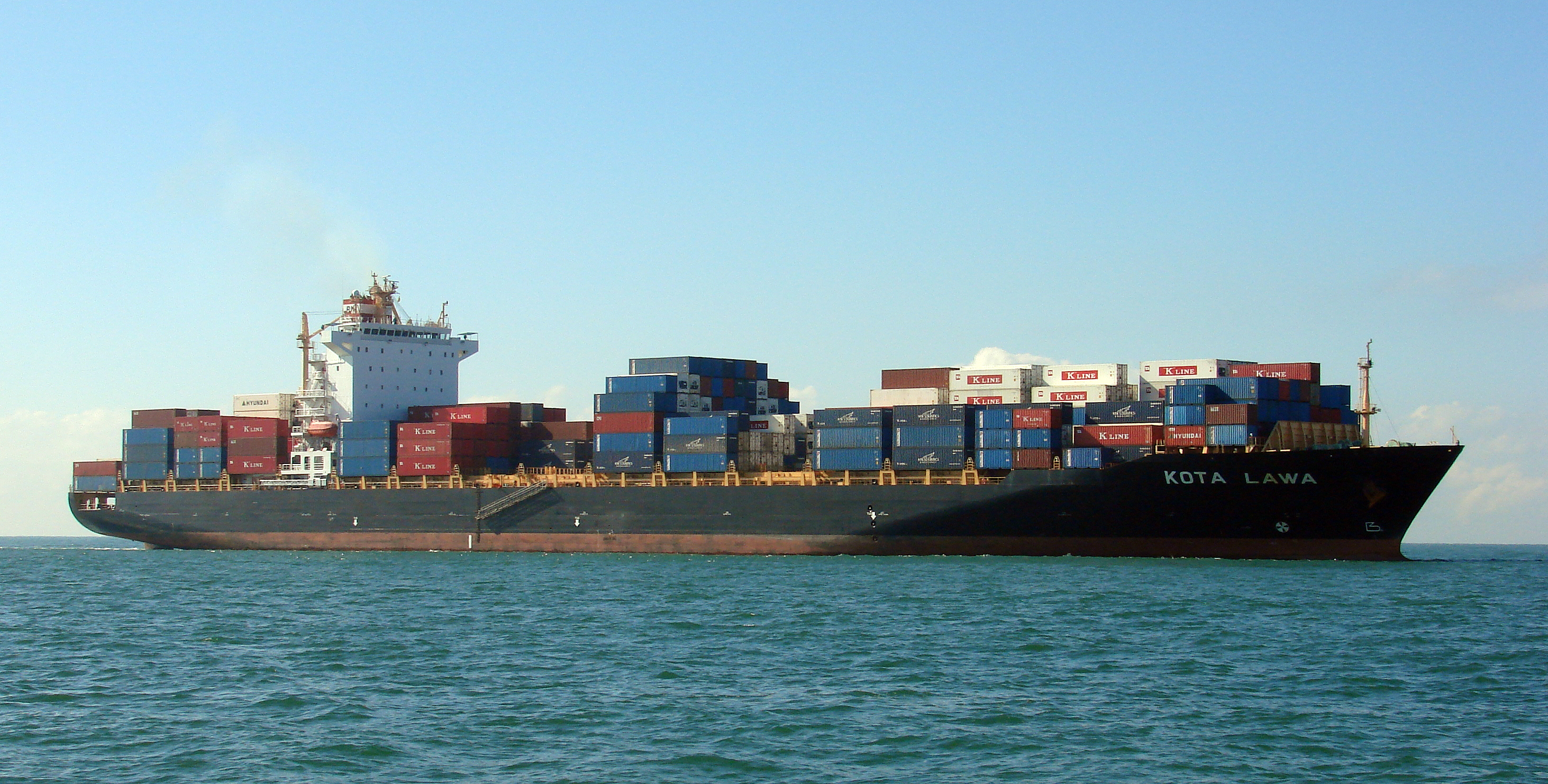
Porte conteneur de Pacific International Lines

Lorsqu'elle a été fondée en mars 1967, la société n'exploitait à l'origine que deux navires, mais s'est constamment agrandie pour finalement célébrer ses 50 premières années d'histoire en 2017, et se classer parmi les plus grandes compagnies maritimes de conteneurs.
En mars 2015, PIL est devenu majoritaire dans la société Mariana Express Lines (MELL) de Singapour. MELL a continué à opérer sous sa propre marque et ses activités préexistantes, comme convenu en interne au moment de l'achat.
En juin 2017, PIL et COSCO ont conclu un accord d'affrètement mutuel, pour fournir et échanger des navires pendant les périodes de pointe de la demande de transport.
En partie à cause de la crise du  Covid-19 qui a accéléré les choses, l’entreprise traverse en 2020 une grave crise financière. Elle enregistre 3,8 milliards de dollars de dettes et doit céder certains de ces actifs pour trouver de l’argent frais tel que la vente de six grands porte-conteneurs de 11 800 EVP ou de son siège social situé au cœur de Singapour.

## Flotte
PIL dispose d'une flotte d'environ 95 navires (porte-conteneurs, vraquier, navires polyvalents). En 2017, PIL a commencé la réception d'une série de 12 navires de 11 800 EVP. La société emploie plus de 18 000 personnes dans le monde, desservant régulièrement environ 500 ports dans près de 100 pays à travers le monde.